# اولف نیلسون
اولف نیلسون (انگلیسی: Ulf Nilsson؛ (زادهٔ ۱۹۴۸ – درگذشتهٔ ۲۲ سپتامبر ۲۰۲۱) نویسنده اهل سوئد بود.
از فیلم‌هایی که وی در آن‌ها نقش داشت می‌توان به گوردن و پدی اشاره نمود.